# Wallace' dwergooruil
De Wallace' dwergooruil (Otus silvicola) is een vogelsoort uit de familie van de Strigidae (uilen). De Nederlandse naam verwijst naar de Britse natuuronderzoeker Alfred Russel Wallace die deze vogel in 1864 voor het eerst geldig heeft beschreven.

## Verspreiding en leefgebied
Deze soort is endemisch op de kleine Soenda-eilanden.

## Status
De grootte van de populatie is niet gekwantificeerd maar de soort wordt omschreven als algemeen. Op de Rode lijst van de IUCN heeft deze soort de status niet bedreigd.